# Attica (filme)
Attica - A Rebelião Sangrenta é um filme de drama americano de 1980 dirigido por Marvin J Chomsky e estrelado por Morgan Freeman.

## Sinopse
Reconstituição dos fatos ocorridos durante a sangrenta rebelião no presídio de Attica, em 1971.